# Alpidische Orogenese

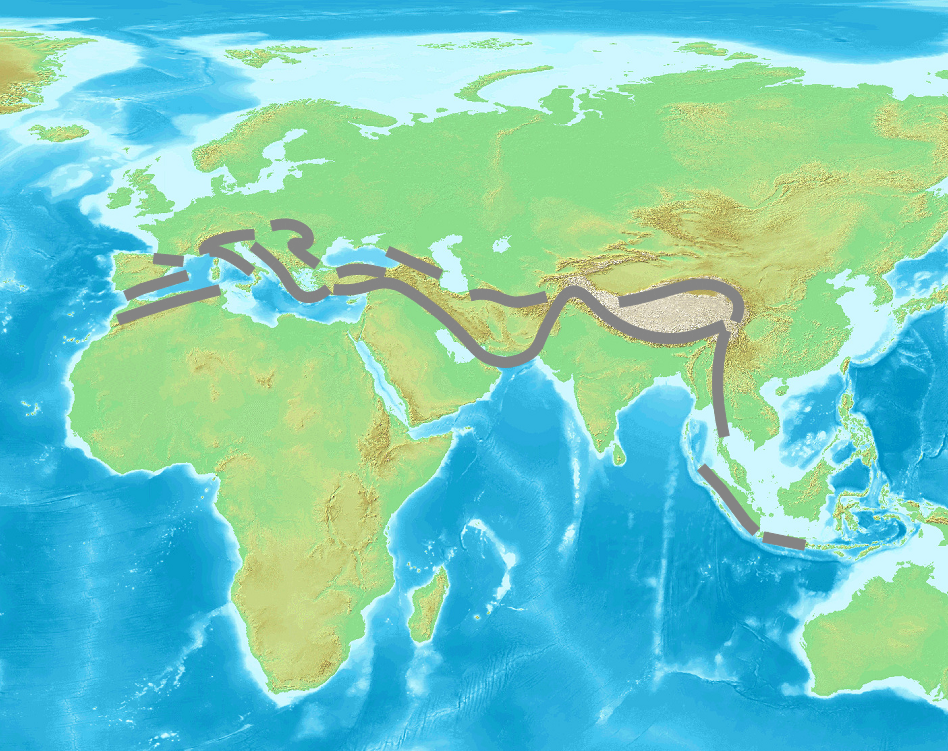
Karte des alpidischen Gebirgsgürtels

Alpidischer Gebirgsgürtel im Mittelmeerraum

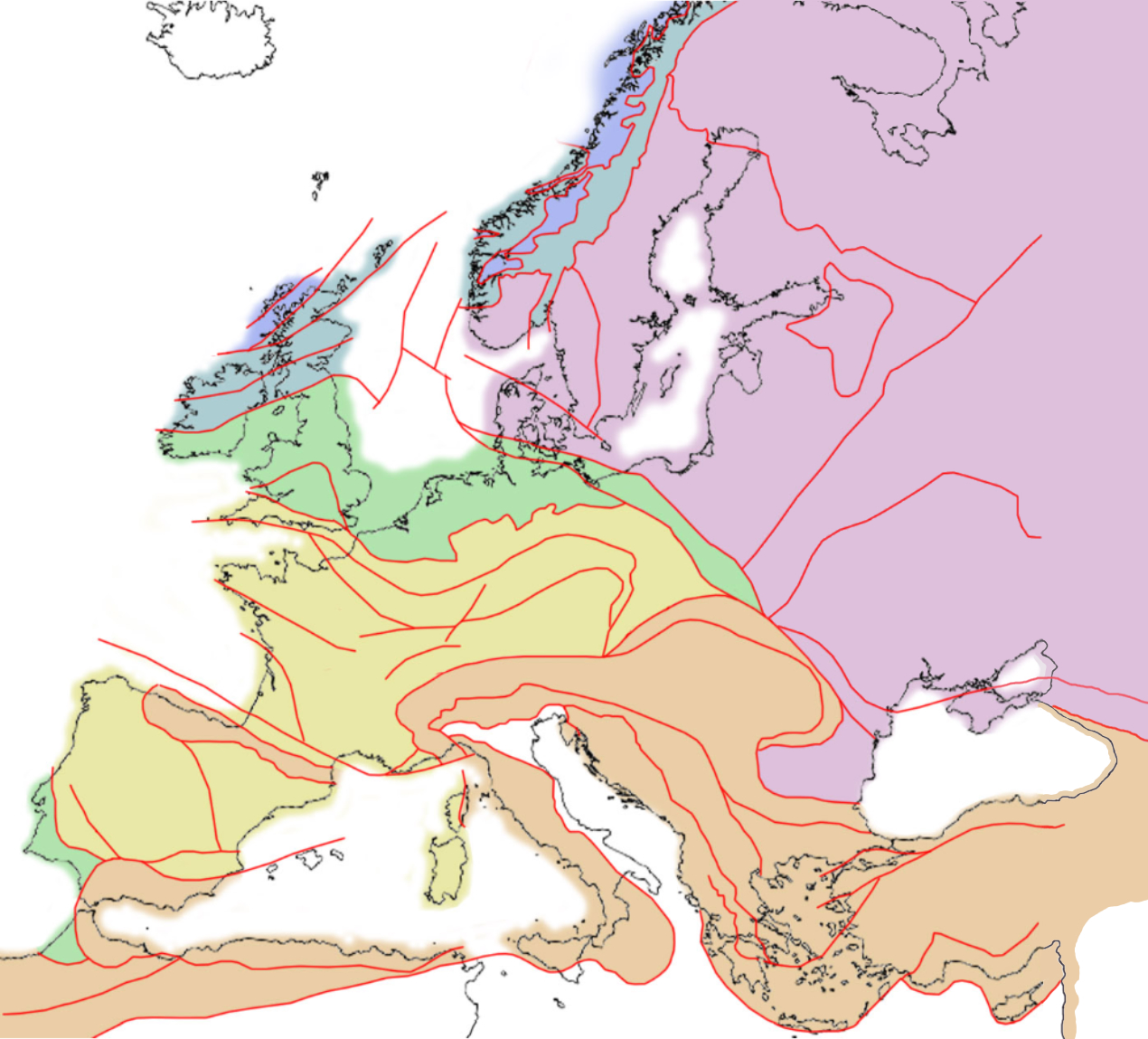
Karte der tektonischen Provinzen Europas. Die Gebiete, die von der Alpidischen Faltung ergriffen wurden, sind blassorange dargestellt.

Die Alpidische Orogenese bezeichnet die bislang letzte globale Gebirgsbildungsphase der Erdgeschichte, in der auch die Alpen gebildet wurden.
Der Prozess dieser Orogenese reicht von der Kreidezeit über die stärkste Hebungsphase im Miozän vor etwa 20 Mio. Jahren bis in die Neuzeit, umfasst eine Zeitspanne von rund 100 Mio. Jahren und klingt seit etwa 5 Mio. Jahren ab. Die Eiszeiten des Pleistozäns in den letzten 2 Mio. Jahren prägten dann wesentlich das Aussehen der heutigen Gebirge.
Bei dieser Gebirgsbildung wurde der Alpidische Gebirgsgürtel (auch Alpidisches Gebirgssystem genannt) mit Atlas, Pyrenäen, balearischen Inseln, Alpen, Karpaten, Apenninen, Dinarischem Gebirge, Rhodopen, Balkan, Taurus, Kaukasus, Zāgros, Kuhrud, Elburs, Kopet-Dag, Suleiman-Gebirge, Hindukusch, Karakorum, Himalaya bis zu den westlichen Gebirgen Indochinas und Malaysias geformt.
Die Amerikanische Kordillere entstand ebenfalls durch plattentektonische Vorgänge dieser Zeit, deren Bildung wird aber als eigenständige Orogenese betrachtet.

## Vorhergehende geologische Prozesse

### Vorgeschichte
In den präkambrischen Zentral-Gneiskernen der Zillertaler Alpen und der östlichen Hohen Tauern befinden sich Teile des neoproterozoischen Superkontinents Rodinia, die ein Alter von 1 Milliarde Jahren aufweisen.
Seit dem Zerfall dieses Superkontinents – also etwa ab 750 mya (Mio. Jahren) – waren die Gesteine der späteren Alpen Meeresboden gewesen. Um 550 mya hatten sie Anteil am Küstenschelf Gondwanas und ab 460 mya lagen sie dann im Rheischen Ozean, aus dem sie um 420 mya als vulkanischer Inselbogen, das Hun-Terran, stellenweise hervorragten. Am Höhepunkt der stärksten Phase der variszischen Gebirgsbildung vor 360 mya waren diese Inseln wieder in der Rhea versunken. Im Perm ab 300 mya wurden die Alpen schließlich Sedimentgebiet der Tethys im Osten Pangaeas.

### Entwicklung in der Trias

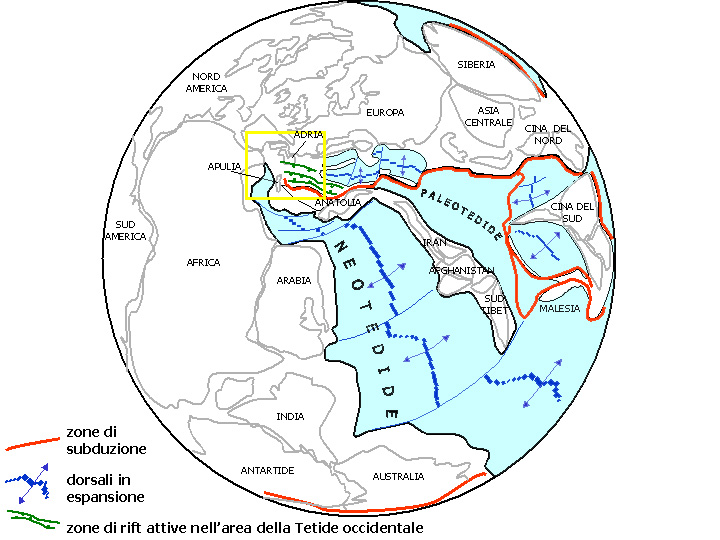
Obertrias, Karnium, ca. 220 mya: Die westliche (Neo-)Tethys spreizt Pangaea

In der Trias ab 250 mya spreizte sich der Mittelozeanische Rücken der Tethys, wurde aber im Norden unter den Küstenschelf der heutigen Türkei, des Iran, Tibets und Indochinas subduziert; diese Akkretion an die Schelfbereiche führte zur Stauchung und letztlich auch zur Heraushebung der Schelfe über die Meeresoberfläche. Das lange und dünne Kontinent-Bruchstück Cimmeria spaltete sich vom nördlichen Rand Ost-Gondwanas ab und rotierte um einen Punkt im Bereich der jetzigen Karpaten. Der vulkanische Inselbogen des späteren kimmerischen Faltengürtels erhob sich im südlichen Küstenschelf des jungen Eurasien.
Die mit der Spreizung einhergehende Öffnung der Tethys nach Westen verursachte – neben großräumigen Seitenverschiebungen und Graben-Bildungen in den Regionen der alten variszischen Gebirge – auch heftigen Vulkanismus im alpinen Schelf, im Norden des Apulischen Sporns, im Bereich der heutigen Pyrenäen zwischen Iberia und den bretonischen Varisziden und in Gibraltar; er erreichte die Riftzone des späteren Atlantiks und griff selbst noch bis auf die nördlichen Appalachen über.

### Entwicklung im Jura
Vor den südlichen Küsten Cimmerias entstand im Jura ab 200 mya ein tiefer Graben, der Tethysgraben, der sich westlich quer durch das auseinanderbrechende Pangaea, über den Tiefseebereich des neuentstandenen Penninischen Ozeans bis zum atlantischen Grabenbruch und die Nordküste Südamerikas bzw. Westgondwanas hinzog. Der sich spreizende Penninische Ozean bildete im Westen den Helvetischen Schelf, im Zentrum des Trogs das Sedimentgebiet des Penninikums, und im Osten den Ostalpinen Schelf der mit dem Apulischen Sporn Gondwanas gegen Osten driftete.

### Entwicklung in der Kreide

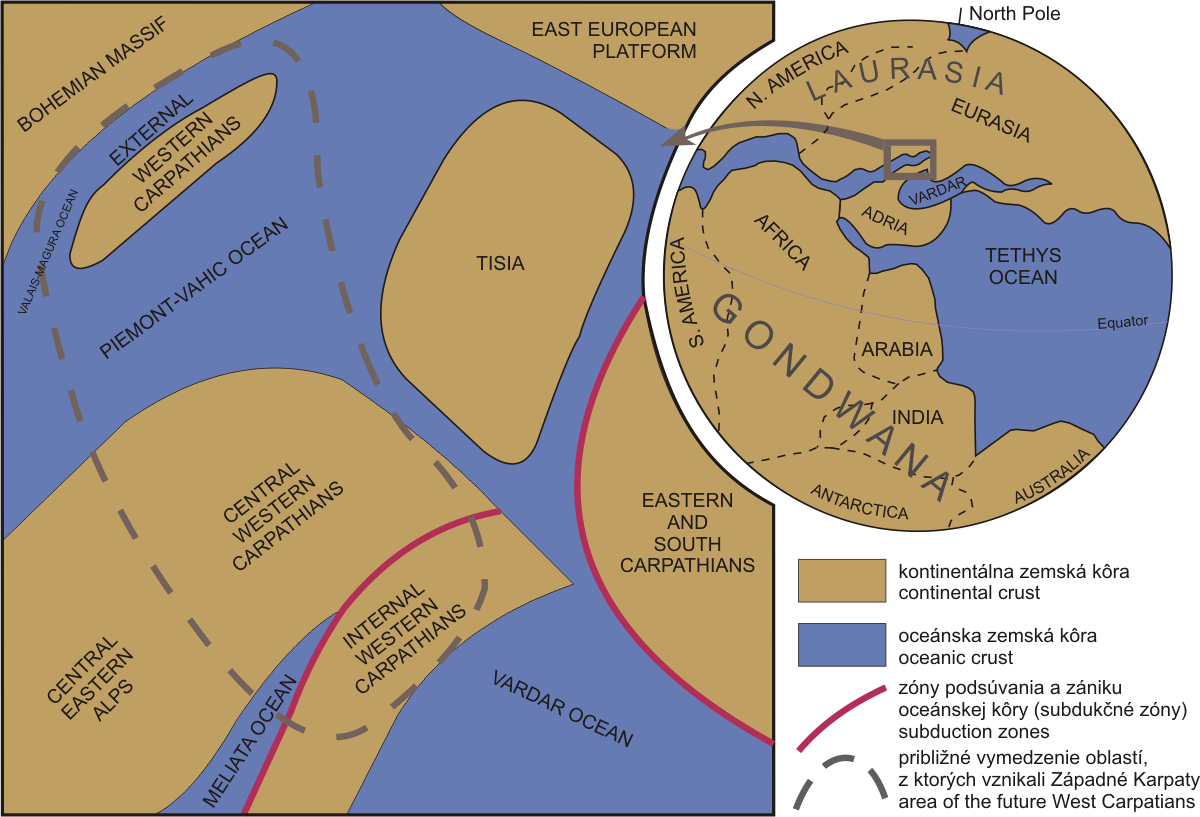
Die Situation im oberen Jura, 150 mya, kurz vor der Abtrennung.

Während der Unterkreide ab 145 mya trennten sich nun eindeutig Nordamerika, Grönland und Europa, der Nordatlantik öffnete sich.
Die fortschreitende kimmerische Annäherung an Südost-Europa und die asiatischen Kratone, die Öffnung des nordatlantischen Ozeans und einer Reihe relativ schmaler ozeanischer Becken (s. o. und r.) die über Transform-Störungen miteinander verbunden waren, ergaben weiterhin ein komplexes Wechselspiel quer durch das zerfallende Pangaea.
Iberia löste sich von Europa als eigenständiges Krustenfragment ab und auch der Apulische Sporn wurde durch das entstehende östliche Mittelmeer vom nunmehrigen Afrika getrennt und drängte nun als selbständig gewordener Mikrokontinent weiterhin gegen den südlichen Rand Europas und hob dabei die Ostalpen Österreichs und Italiens über den Meeresspiegel. Dabei wurden sowohl erste Abschnitte des Penninischen Tiefseebeckens als auch letzte Reste des westlichsten Tethys-Ozeanbodens subduziert (Altalpidische Gebirgsbildung oder Eoalpine Orogenese). Im Bereich der Karpaten und am Balkan entwickelte sich starker Vulkanismus.

## Die alpine Gebirgsbildung

### Entwicklung im Paläogen
Im frühen Paläogen (ab 66 mya) kollidierte die von Afrika abgespaltene adriatische Mikroplatte mit dem vor-alpinen Europa, man bezeichnet diesen Vorgang in den Alpen im Vergleich zu der in der Kreidezeit stattfindenden Vorgeschichte auch als Jungalpidische Gebirgsbildung. Die Linie des Zusammenpralls mit Bildung der Sutur verläuft von der Ägäis über die Region des Flusses Vardar in Nordmazedonien, die Klippen-Zone der Karpaten und die penninische Zone der Alpen, dem Piemont bis nach Korsika.
Afrika driftete weiter nach Nordosten und der indische Subkontinent stieß, vom ehemaligen Südkontinent Gondwana kommend, auf Asien. Um die Kreide-Paläogen-Wende erhoben sich nun auch die Westalpen Frankreichs und der Schweiz aus dem Penninischen Ozean und am nördlichen Rand des jungen Mittelmeers erhob sich der Apennin und der kalabrische Bogen. Sardinien und Korsika lösten sich derweil in einer Drehbewegung gegen den Uhrzeigersinn vom Europäischen Kontinentalblock.

### Entwicklung im  Neogen und Zukunft
Im Neogen ab 23 mya wurde die Paratethys, die nördliche Randzone der Tethys in Europa und dem heutigen Zentralasien, allmählich geschlossen. Ihre Überreste sind der mittlerweile verlandete Pannonische See, das Schwarze Meer und die Kaspische See.
Im Oligozän setzte erneut Krustendehnung ein, Rifts in den Ozeanböden spreizten sich und es bildeten sich Back-arc Basins. Durch wechselnde Richtungen der Subduktion bzw. der Ozeanbodenspreizung kam es zu einer vielschichtigen Verfaltung des Grundgebirges, welche die sich gleichzeitig bildenden Molassen mit einbezog.
Das aktuelle vierte globale Eiszeitalter ab 2,6 mya prägte mit seinen sich abwechselnden Kaltzeiten und Warmzeiten die heutige Geländestruktur.
Die Kontinentaldrift der beteiligten Kontinentalplatten dauert noch immer an, deshalb ist auch die alpidische Gebirgsbildung noch nicht abgeschlossen. Alpen und Himalaya wachsen im Millimeterbereich pro Jahr langsam weiter, werden aber gleichzeitig von den exogenen geologischen Prozessen (z. B. Erosion) wieder abgebaut. In 50 Millionen Jahren wird dieser tektonische Prozess im Bereich des Mittelmeeres, des Roten Meeres und des Persischen Golfes neue Gebirgszüge gebildet haben.

## Gesteine
Der hauptsächliche Gesteinsbestand in den zentralalpinen Hoch- und Mittelgebirgsregionen sind einförmige Para-Gneise, das sind metamorphosierte tonige und sandige Sedimente, Grauwacken und Tuffe. Darin finden sich häufig Amphibolite, die aus Basalten entstanden sind. In diesen Gesteinsgesellschaften sind auch magmatische Orthogneise sehr häufig. In der Silvretta und den Ötztaler Alpen belegt eine ältere Orthogneisgeneration ein altpaläozoisches Intrusionsereignis. Andere, jüngere magmatische Gneise sind hingegen im Gefolge der variszischen Gebirgsbildung im Karbon eingedrungen. Gleich alte Granitgneise kommen u. a. in den Kristallinmassen der Schladminger Tauern und Seckauer Tauern und in den Mürztaler Alpen vor und sind ein Hinweis auf eine erstmalige Orogenese in früher variszischer Zeit (um 420 mya, s. o.).
Die marin abgelagerten mächtigen Kalksedimente und Schelfkarbonate der Tethys lassen sich als Gesteine des Helvetikums im Westen und der höchsten tektonischen Einheit der Nördlichen Kalkalpen des Ostalpin und den Dolomiten des Südalpins wiederfinden.